# Skulptur Vogelflug

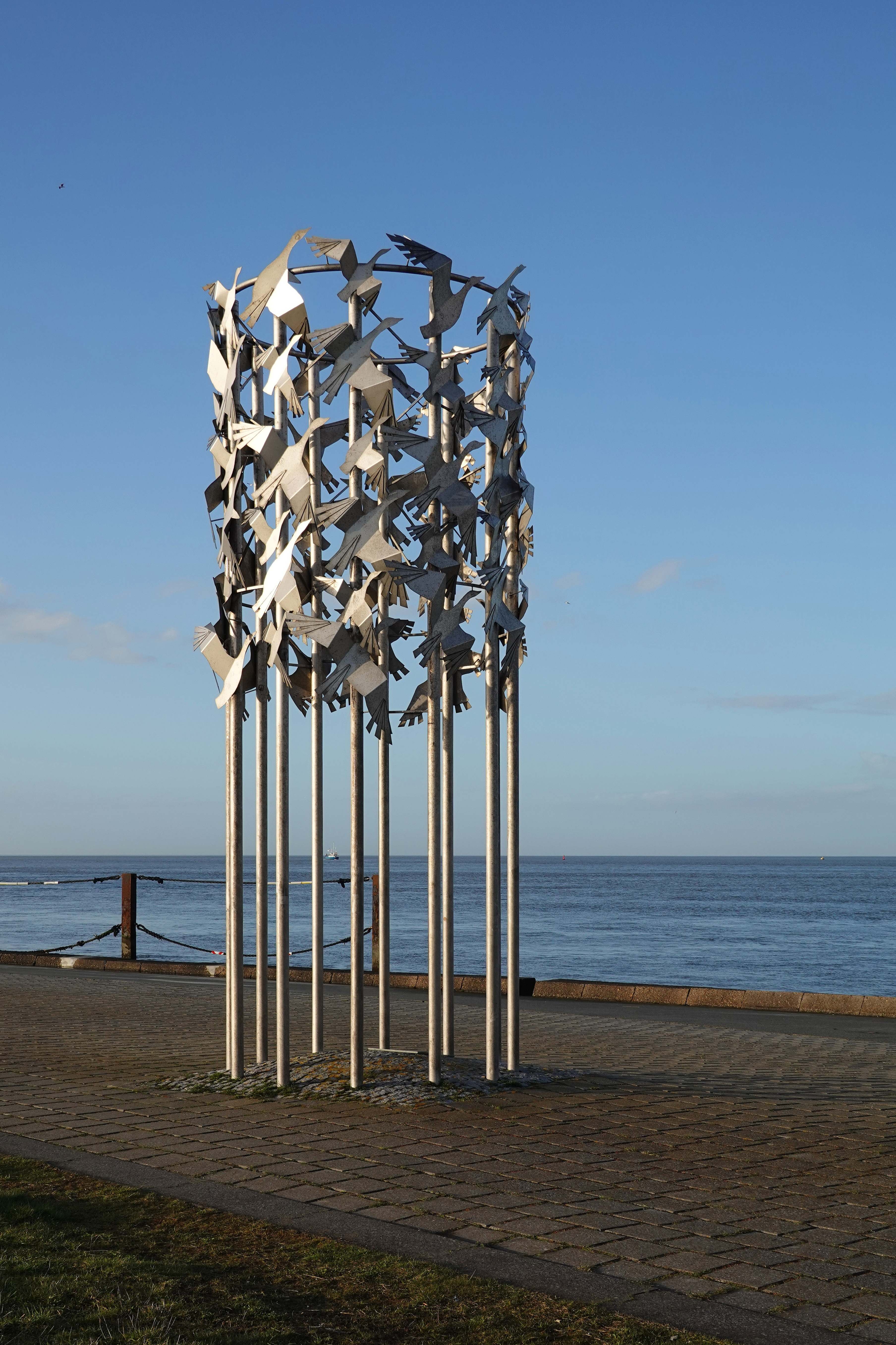
Skulptur Vogelflug

Die Skulptur Vogelflug steht in Cuxhaven in der Nähe zum Radarturm Cuxhaven und der Alten Liebe.
Die Skulptur Vogelflug von 2002 stammt vom Hadelner Bildhauer Frijo Müller-Belecke und war ein Geschenk des Rotary-Clubs Cuxhaven zu seinem 50. Geburtstag an die Stadt. 
Das runde seeluftbeständige Edelstahl-Objekt ist auf acht Stäben montiert. 
Müller-Belecke interpretierte: „Den Eindruck des ‚freien Fluges vor dem großen Himmel‘ habe er mit seiner Darstellung vermitteln wollen“. Fliegen und Freiheit im Vogelflug soll die Skulptur vermitteln.
Von Müller-Belecke stammt in Cuxhaven-Lüdingworth auch die Carsten-Niebuhr-Skulptur von 2004.